# Arnold Leese
Arnold Spencer Leese (* 16. November 1878 in Lytham, Lancashire, Großbritannien; † 18. Januar 1956 in Guildford) war ein Tierarzt und britischer Faschist, der die Imperial Fascist League mitgründete und anführte.

## Frühes Leben
Nach seiner Ausbildung zum Tierarzt ging Leese für sechs Jahre nach Britisch-Indien, wo er mit Kamelen arbeitete und 1925 ein Standardwerk The Camel in Health and Disease verfasste. Im Ersten Weltkrieg diente er im Royal Army Veterinary Corps und an der Westfront sowie im Mittleren Osten als Captain.

## Politisches Leben
1925 wurde er Mitglied der British Fascisti, wo er in Kontakt mit Personen wie Henry Hamilton Beamish kam, dem Gründer der Bewegung The Britons und Eigentümer des Verlags The Britons Publishing Company, der antisemitische Literatur wie die Protokolle der Weisen von Zion verbreitete. Beamish, der Leese stark beeindruckte und beeinflusste, sollte später Vizepräsident der Imperial Fascist League werden. Von ihm übernahm Leese die Lösung der Judenfrage, die darin bestand, dass alle Juden entsprechend dem Madagaskarplan nach Madagaskar deportiert werden sollten. 1935 äußerte Leese den Vorschlag, das „jüdische Problem“ radikal und sauber durch „Todeskammern“ zu lösen.
Inspiriert durch verschiedene politische Kontakte und vor allem durch Beamish beschloss Leese, Politiker zu werden, und gab deshalb seine Praxis in Stamford auf. Da er mit den British Fascisti nicht in allen Fragen übereinstimmte, gründete er 1928 mit J. Baillard und L. H. Sherrard die Imperial Fascist League, die nach eigenen Angaben 1.500 Mitglieder hatte. Das britische Home Office bezifferte die Mitglieder auf 150 und auf einen Londoner harten Kern von 50 Personen, die sich in Anlehnung an die SS Imperial Guard nannten. Als sich seine Mitgründer 1932 zurückzogen, ernannte Leese sich selbst zum Generaldirektor.
Er kandidierte in Stamford für die Imperial Fascist League und wurde mit einem weiteren Faschisten ins Stadtparlament gewählt.
Ab 1929 gab er die monatlich erscheinende Zeitschrift The Fascist in einer Auflage von etwa 3000 Exemplaren heraus, die bis zum Oktober 1939 erschien und in der er den größten Teil der Artikel schrieb.
Im Unterschied zur British Union of Fascists von Oswald Mosley, der sich am italienischen Faschismus orientierte, war Leese ein Anhänger des deutschen Nationalsozialismus, orientierte sich an den deutschen Publikationen wie Der Stürmer und Welt-Dienst und traf sich persönlich mit Julius Streicher. Ferner soll er auf den Nürnberger Parteitagen der NSDAP von 1935 und 1936 anwesend gewesen sein.
Die Imperial Fascist League war keineswegs so bedeutend wie die British Union of Fascists. Mosley unternahm mehrere Versuche einer Fusionierung, die Leese ablehnte, weil Mosleys Bewegung seiner Auffassung nach zu nachsichtig mit den Freimaurern und Juden war. Leese wurde 1936 in Großbritannien dafür bekannt, dass er für Verleumdung und Erregung öffentlichen Ärgernisses für sechs Monate in Haft kam, nachdem er verbreitet hatte, dass Juden „Ritualmorde“ begehen und für die Herstellung von Matze das Blut von Christen verwenden würden.
Leese hatte auch Kontakte zum führenden Mitglied des faschistoiden Australia First Movement Alexander Mills. 1939 löste er die Imperial Fascist League auf und nahm Kontakte zu faschistischen Organisationen in Norwegen und in den Niederlanden auf. Auch mit dem kanadischen Faschisten Adrien Arcand stand er im Kontakt. In einem Schreiben beklagte er, dass Hitler nicht nur gegen die Juden, sondern auch gegen arische Völker Kriege begonnen habe. Seine letzte Rede hielt er am 3. Mai 1940, anschließend kam er für die Dauer des Kriegs ins Gefängnis.
Leese kehrte 1947 ins Gefängnis zurück, als er zusammen mit sieben anderen ehemaligen Mitgliedern der IFL zu einer einjährigen Haftstrafe verurteilt wurde, weil er entflohenen deutschen Kriegsgefangenen geholfen hatte, die Mitglieder der Waffen-SS gewesen waren.

## Werk
- Igirisu seikai ni okaru Yudayajin no seiryoku. Yudaya mondai shiryō; dai 13-< >-shū. Dairen: Mantetsu Chōsabu, (1938) Shōwa 13, LCCN 72-000168.
- My irrelevant defence: being meditations inside gaol and out on Jewish ritual murder. I. F. L. Printing and Publishing, London (1938), LCCN 46-000653.
- Out of step: events in two lives of an anti-Jewish camel-doctor. Guildford 1951, LCCN 53-000974.
- My Irrelevant Defence being Meditations Inside Gaol and Out on Jewish Ritual Murder. London 1938, LCCN 2001-000913.